# Lo Serrat
Lo Serrat és una masia i explotació agropecuària del poble de Santa Engràcia pertanyent al municipi de Tremp. És al nord-est de Santa Engràcia, al peu de la pista rural que uneix Salàs de Pallars amb Santa Engràcia.